# BLOOD on FIRE
《BLOOD on FIRE》(블러드 온 파이어)는 2005년 9월 14일에 발매된 일본의 음악 그룹 AAA의 싱글 앨범이다.

## 개요
CD ONLY와 CD+DVD의 두 형태로 발매되어, 뒤이은 싱글도 두 형태로 발매된다.
타이업의 효과와 500엔이라는 가격에서 볼 수 있듯이 데뷔 싱글로의 오리콘 차트 탑 10 진입을 이루었다. 2005년, 베스트 히트 가요제 2005 신인상, 제 38회 일본 유선 대상 유선음악상, 제 47회 일본 레코드 대상 최우수신인상 수상곡이다.
유로비트 버전을 GO 2와 크리스틴이 불러, 2007년 9월에 avex에서 발매된 SUPER EUUROBEAT Vol.181에 수록되었다.「速っ! 〜速うた NON STOP メガミックス〜」에 1.5배 속도로 수록되었다.
- 원래는 다음 싱글인 〈Friday Party〉가 AAA의 데뷔 싱글로 예정되어 있었지만 갑자기 변경되었다.

## 수록 내용

### CD+DVD
1. BLOOD on FIRE
  - 작사: 사사키 오사무 / 작곡・편곡: 와타나베 미라이 / 랩 작사：히다카 미츠히로

갸가 배급 영화 《이니셜 D THE MOVIE》 주제가
테레비도쿄 계 《격주!GT》 여는 곡
아케이드 게임 《jubeat》 수록곡
2. BLOOD on FIRE (Instrumental)
3. Secret Track(Friday Party CM) 00:23

DVD
1. BLOOD on FIRE (Music Clip)
2. 《이니셜 D THE MOVIE》 극장 예고 영상

### CD ONLY
1. BLOOD on FIRE
2. BLOOD on FIRE (Instrumental)